# Crawling
A Crawling a Linkin Park harmadik kislemeze. A Crawling az ötödik számuk a debütáló albumukról, a Hybrid Theory-ról. 2001-ben lett kiadva és nyertek egy Grammy-díjat a „Legjobb Hard Rock Teljesítmény”ért 2002-ben. 2001. július 31-én a Hot 100-on a 74. helyezést érte el. A demo verziója a számnak a Hybrid Theory alatt lett felvéve, ebben Mike az utolsó kórus előtt rappel.

## Jellemzője
A „Crawling” egy azok közül a kevés számok közül az albumról amiben van egy kis rap: Mike Shinoda csak egy sort ismétel a kórus előtt.

## Videóklip
A klipet Brothers Strause rendezte. Egy fiatal nőről szól akinek problémái vannak egy kapcsolata miatt. A nő (Katelyn Rosaasen) kizárta az egész világot, amit kristályszerű speciális effektekkel szimbolizálnak a klipben. De a klip végén egyre kevesebb kristály lesz ezzel szimbolizálva, hogy megoldotta a gondjait.
Ennek a videónak eredetileg „sötétebb” lett volna a vége: a zenekar egyik rajongója megölte volna a egész csapatot, de ezt az ötletet a Warner Brothers visszautasította.
A „Crawling” Phoenix első videója a zenekarral. Phoenix azelőtt tért vissza a Linkin Parkhoz, mielőtt elkezdtek dolgozni a klipen.
A klip jelölve volt a legjobb Rock klipre az MTV Video Music Awards-án. De ezt a Limp Bizkit „Rollin” című száma nyerte.

## Számlista
1. "Crawling" (Album Version)
2. "Papercut" (Live on BBC Radio One)
3. "Behind the Scenes Bonus Footage"

### Bónusz
A bónusz tartalom ugyanaz mint a Frat Party at the Pankake Festival egyik rejtett tartalma. De a Frat Party at the Pankake Festival DVD-n cenzúrázva van míg itt nem.
A limitált kiadású DVD kislemezen van egy másik koncertfelvétele a „Crawling”-nak. Ezt a Dragon Festivalon vették fel. Ez a „Frat Party at the Pankake Festival” DVD-n is megtalálható.

## Toplistás helyezések
| Toplista                                      | Legjobb helyezés |
| --------------------------------------------- | ---------------- |
| Canadian BDS Airplay Chart                    | 3                |
| U.S. Billboard Hot 100                        | 74               |
| U.S. Billboard Pop 100                        | 73               |
| U.S. Billboard Modern Rock Tracks             | 5                |
| U.S. Billboard Mainstream Rock Tracks         | 4                |
| U.S. Billboard Hot 100 Airplay                | 75               |
| U.S. Billboard Bubbling Under Hot 100 Singles | 14               |
| European Hot 100 Singles                      | 7                |
| ARC Weekly Top 40                             | 10               |
| Irish Singles Chart                           | 16               |
| Brit kislemezlista                            | 16               |
| Austrian Top 75                               | 5                |
| German Singles Top 100                        | 23               |
| Dutch Top 40                                  | 25               |
| Austrian Singles Chart                        | 8                |
| Swedish Singles Chart                         | 27               |
| Dutch Singles Chart                           | 45               |
| Swiss Singles Chart                           | 43               |
| Belgian Singles Chart                         | 25               |
| Australian Singles Chart                      | 33               |
| New Zealand Singles Chart                     | 37               |
| German Top 40                                 | 36               |